# Flavia Helena

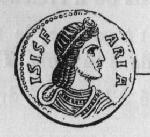
Helena arcképe egy pénzérmén

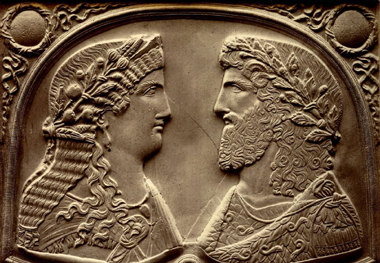
Flavia Helena és Iulianus

Flavia Helena (326 előtt – 360/361) I. Constantinus római császár és második felesége, Fausta Flavia Maxima házasságából született gyermek. Testvérei a Római Birodalmat maguk közt felosztó, majd egymás ellen forduló II. Constantinus római császár és Constans. Születési dátuma ismeretlen, anyja 326-ban halt meg. Így amikor 355. november 13-án férjhez adták Iulianus caesarhoz, a kor szokásaihoz képest már bizonyosan koros, legalább 29 éves menyasszony volt, férjénél legalább öt évvel idősebb.
Iulianusszal együtt 355-ben Galliába költözött. 356-ban fiúgyermeket szült, aki egy napos korában meghalt, Ammianus Marcellinus szerint a bába túl mélyen vágta el a köldökzsinórt. Egy évvel későbbi terhességével elvetélt. A gyermekhalál és a vetélés II. Constantiusra és/vagy feleségére, Flavia Eusebiára terelte a gyanút. Ma sem tudni semmi bizonyosat erről.
Helena 360–361 telén meghalt valamilyen betegség következtében. Iulianus a források szerint sosem érintkezett többé nővel, még az ellene egyébként minden lehetséges negatívumot felvonultató keresztény történetírók sem említenek ilyet. Rómában temette el hamvait testvére, Constantia – aki bátyja, Flavius Constantius Gallus felesége volt – mellé a Via Nomentana mauzóleumban, amely ma Szent Constantia-templomként áll, bár Constantiát nem avatták szentté.